# David Foster (compositeur)
 (mars 2024).
Si vous disposez d'ouvrages ou d'articles de référence ou si vous connaissez des sites web de qualité traitant du thème abordé ici, merci de compléter l'article en donnant les références utiles à sa vérifiabilité et en les liant à la section « Notes et références ».
Pour les articles homonymes, voir David Foster.
David Foster, né le 1er novembre 1949 à Victoria, est un auteur-compositeur, producteur, musicien et chanteur canadien. Il a travaillé pour de nombreux artistes à succès. Il a également joué avec les Sparks.

## Biographie

### Enfance et débuts
David Foster est né le 1er novembre 1949 à Victoria, capitale de la Colombie-Britannique au Canada, de Maurice Foster et Eleanor May Foster. À l’âge de 4 ans, il commence à apprendre le piano. À 13 ans, il s’inscrit à des cours de musiques à l’Université de Washington.

### Carrière
David Foster a été le producteur de nombreux artistes comme Michael Jackson, Madonna, Céline Dion, Whitney Houston, The Bee Gees, Mariah Carey, Christina Aguilera, Andrea Bocelli, Brandy, Chicago, Janet Jackson, Beyoncé Knowles, Jennifer Lopez, Rod Stewart, ou encore Barbra Streisand.
David Foster était le claviériste du groupe Skylark, dont le titre Wildflower a connu un franc succès. Le groupe se sépare en 1975.
En 1979, il remporte son premier Grammy Award en tant qu’auteur pour le titre After the Love Has Gone, du groupe Earth, Wind and Fire. C’est ainsi que sa carrière a explosé.
En 1980, il crée avec Jay Graydon et Tommy Funderburk le groupe Airplay. Ils sortent un album contenant une reprise du titre After the Love Has Gone.
En 1981, il participe à l'écriture de la chanson Stranded pour Sheila sur son album Little Darlin'.
En 1992, il collabore avec Whitney Houston sur son film Bodyguard, ce qui lui a valu un Grammy pour l’Album de l’année, lequel contient le titre phare I Will Always Love You, qui a remporté le Meilleur titre de l’année.
En 1996, il remporte l’Album de l’année grâce au titre Falling into You, interprété par Céline Dion. La même année, il gagne une autre récompense pour le célèbre titre Un-Break My Heart de Toni Braxton.
Dans les années 2000, David Foster a aidé 2 chanteurs à lancer leur carrière : Josh Groban et Michael Bublé. Il continue également à produire sa propre musique, ayant sorti plus de 10 albums depuis le début des années 1980.
Foster a également fait plusieurs tournées, se produisant souvent avec des amis (« Foster and Friends »). En 2010, il sort un album live intitulé The Hit Man Returns, dans lequel on retrouve des chanteurs tels que Seal ou Donna Summer.
En 2012, David Foster connaît un tournant dans sa carrière et devient le président de Verve Records, filiale de Universal Music Group.

### Vie privée
Il a été marié à B. J. Cook (de 1972 à 1981), de qui il a eu une fille, Amy Foster-Gillies. 
Puis, il a été marié à Rebecca McCurdy pendant 4 ans avec laquelle il a eu trois filles : Sara Foster, Erin Foster (en) et Jordan Foster. 
Il a par la suite épousé en 1991 l'actrice américaine Linda Thompson, ex-épouse de Bruce Jenner et mère de Brandon Jenner et Brody Jenner. Ils ont divorcé en 2005. 
Plus récemment, de 2011 à 2015, il a été marié au top model néerlandais Yolanda Hadid, dont les enfants sont Gigi Hadid, Bella Hadid et Anwar Hadid. Il épouse le 3 juillet 2019 l’actrice américaine Katharine McPhee de 34 ans sa cadette. Ils ont un fils né en février 2021,.

## Philanthropie
Le producteur a, un jour, rencontré une petite fille en attente de greffe de foie. Cette rencontre l’a profondément touché, ce qui l’a poussé à créer, en 1985, la David Foster foundation. Cette fondation a pour but de soutenir financièrement les familles canadiennes dont les enfants sont en attente d'une greffe d’organe vitale. Depuis plus de 30 ans, la fondation est venue en aide à plus de 1 000 familles.
Le compositeur a offert son temps et ses services à plus de 400 œuvres de bienfaisance, dont la Muhammad Ali Celebrity Fight Night, la fondation Andre Agassi ou Carousel of Hope. Avec l’aide de ses amis et de nombreuses célébrités, il a organisé de nombreux événements qui ont récolté plusieurs millions de dollars pour de nobles causes.

## Distinctions et récompenses
Le 11 juillet 1988, il reçoit l’Ordre du Canada, la plus haute distinction civile du pays ainsi que l’Ordre de la Colombie-Britannique le 30 octobre 2003 pour ses compositions ainsi que le soutien apporté à de nombreuses œuvres de bienfaisance.
David Foster a reçu de nombreuses récompenses pour son talent indéniable dans le monde de la musique. Il a été nommé 47 fois, au cours desquelles il a gagné 16 Grammy Awards, un Emmy Award, un Golden Globe ainsi que 5 Junos. Il a été nommé 3 fois pour l’Oscar de la meilleure chanson originale.
Il obtient une étoile sur le célèbre Hollywood Walk of Fame en mai 2013. Celle-ci est située devant le bâtiment de Capitol Records. À la suite de l’obtention de cette étoile, il a dit que « dans 100 ans, mes arrière-petits enfants s’y rendront et diront ‘hé, c’est mon arrière-grand-père’ et avoir une étoile à côté de celle des Beatles, devant le bâtiment où j’ai signé mon premier contrat… ça n’a pas de prix ! ».

## Discographie

### Album studio
- 1983 : The Best of Me
- 1986 : David Foster
- 1988 : The Symphony Sessions
- 1990 : River of Love
- 1991 : Rechordings
- 1993 : The Christmas Album
- 1994 : Love Lights the World
- 2020 : Eleven Words
- 2022 : Christmas Songs

## Filmographie

### comme compositeur
- 1985 : St. Elmo's Fire
- 1987 :  Le Secret de mon succès
- 1988 : Le Retour de Billy Wyatt (Stealing Home)
- 1988 : Comme un cheval fou (Fresh Horses)
- 1989 : Une Chance pour tous (Listen to Me)
- 1991 : Un bon flic (One Good Cop)
- 1991 : Espion junior (If Looks Could Kill)
- 1991 : Golden Fiddles (feuilleton TV)
- 1996 : The Olympic Torch Relay (TV)
- 2001 : Popstars (série télévisée)

### comme producteur
- 2005 : The Princes of Malibu (série télévisée)

### comme acteur
- 1992 : Bodyguard (The Bodyguard) de Mick Jackson : Oscar Show Conductor